# Rose Schneiderman

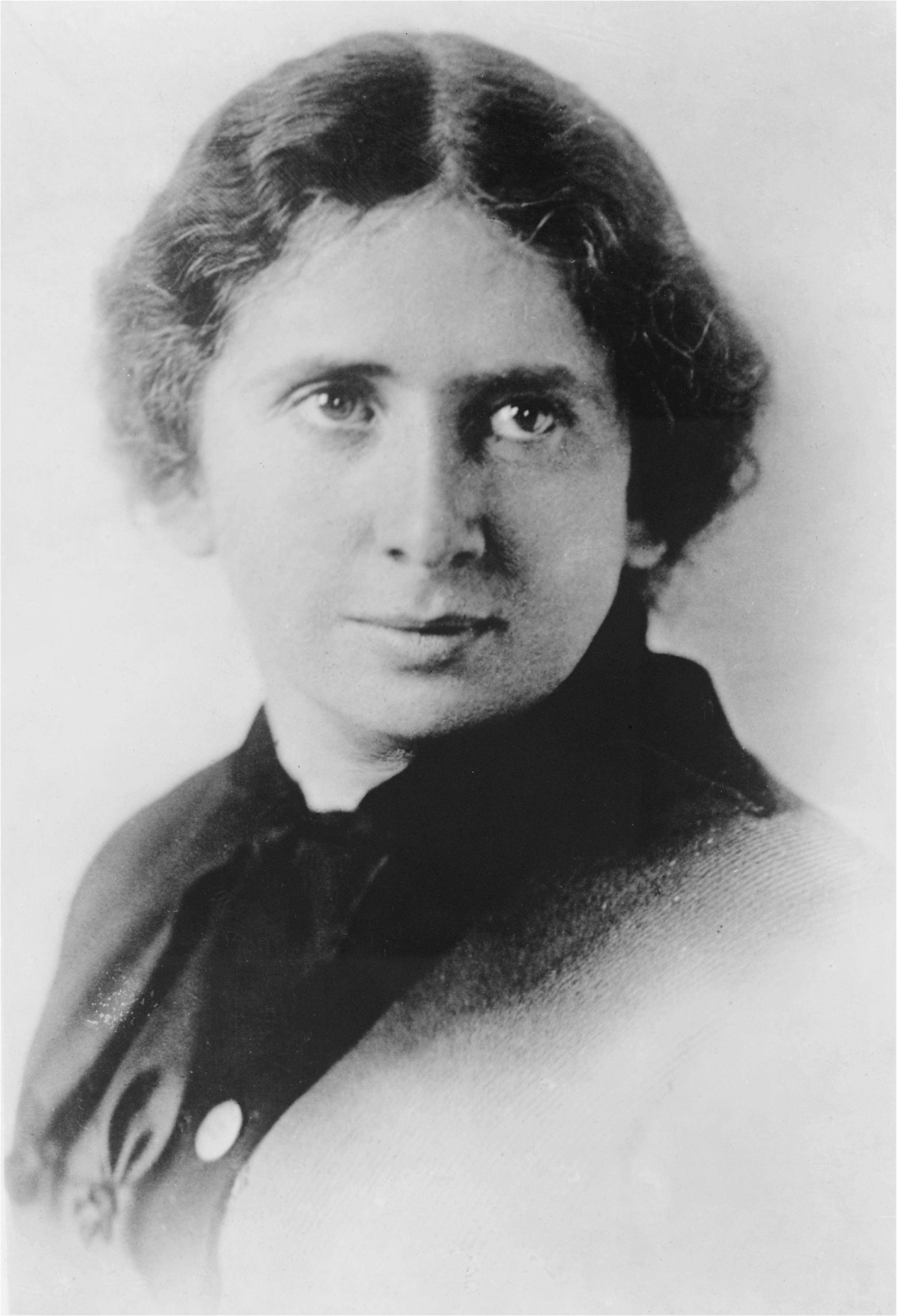
Rose Schneiderman (vor 1920)

Rose Schneiderman (geboren als Rachel Schneidermann 6. April 1882 in Sawin, Powiat Chełmski, Russisches Kaiserreich; gestorben 11. August 1972 in New York City) war eine US-amerikanische Gewerkschafterin.

## Leben

### Jugend und Familie
Rachel Schneidermann besuchte ab 1888 die Schule in Chełm. 1890 wanderte die jüdische Familie nach New York aus, wo ihr Vater 1892 an Meningitis starb. Der spätere Funktionär des American Jewish Committee Harry Schneiderman (1885–1975) war ein Bruder. Bereits mit 13 musste sie arbeiten gehen und zum Unterhalt der fünfköpfigen Familie beitragen.

### Gewerkschaftliche Tätigkeiten

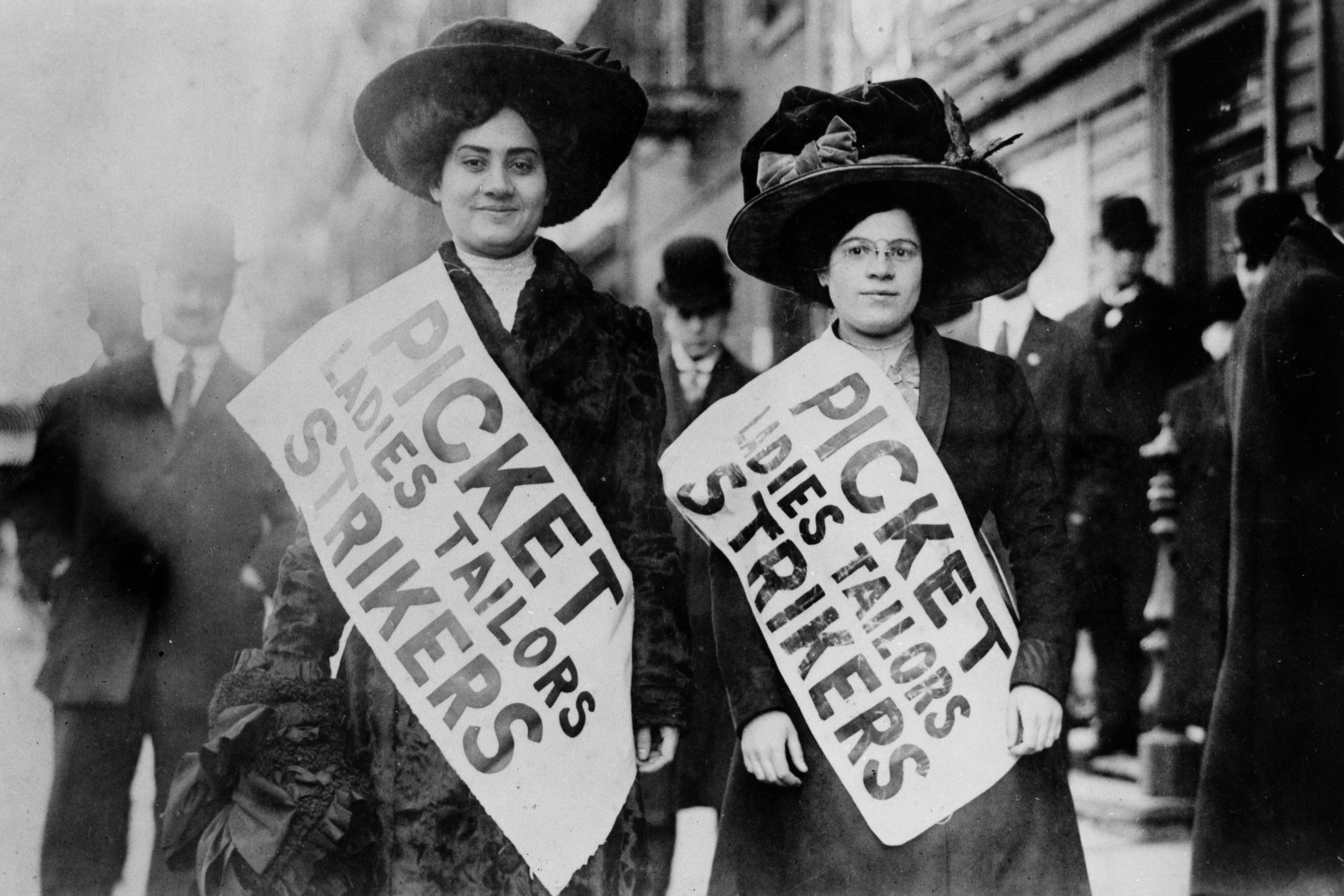
Bürgerliche Unterstützerinnen des Streiks der 20.000 Textilarbeiterinnen (1910)

Mit 21 Jahren organisierte die nur 1,37 m große Rothaarige an ihrem Arbeitsplatz in einer Hutfabrik den Beitritt der Arbeiterinnen zur jüdischen, sozialistischen Gewerkschaft „United Cloth Hat and Cap Makers’ Union“ und begann ihre Karriere als Arbeitervertreterin. Sie wurde von bürgerlichen Frauen, unter ihnen Mary Dreier und Irene Lewisohn, und deren „New York Women’s Trade Union League“ (NYWTUL) unterstützt. Sie war für die International Ladies Garment Workers Union (ILGWU) eine Organisatorin des dreizehnwöchigen Streiks von 20.000 New Yorker Textilarbeiterinnen 1909/1910. Dabei habe sie die Forderung nach „Brot und Rosen“ gestellt (The woman worker needs bread, but she needs roses too). 1911 hielt Schneiderman nach dem Brand der Triangle Shirtwaist Factory, bei dem 146 Menschen umkamen, die Rede bei der Gedenkveranstaltung in der Metropolitan Opera. Schneiderman wurde Mitglied der Sozialistischen Partei Amerikas (SPA).

### Frauenrechtliche Tätigkeiten

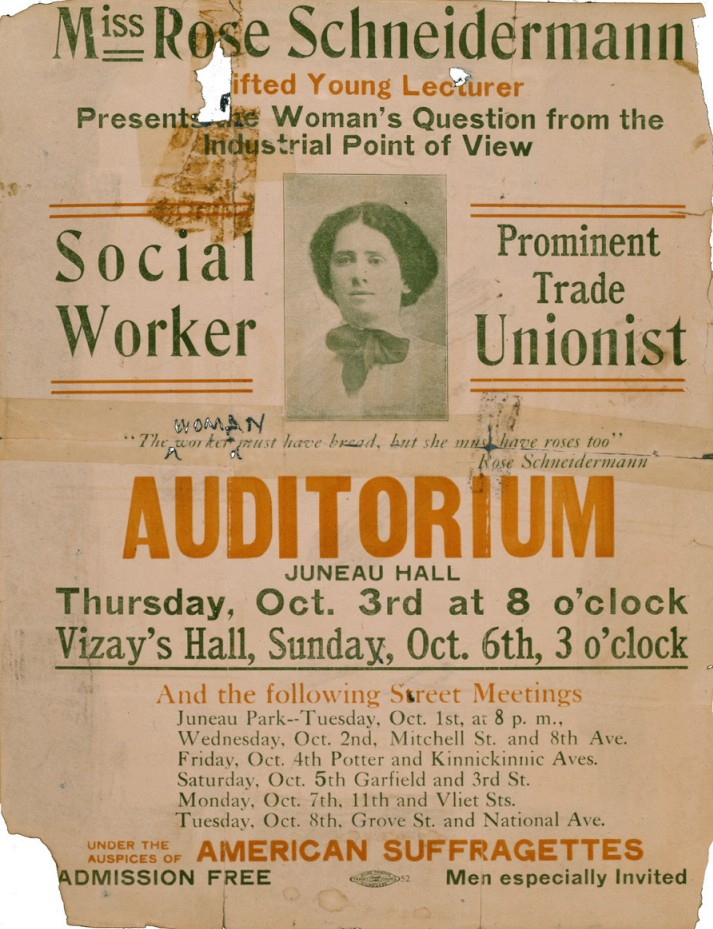
Suffragettenveranstaltungen mit Rose Schneidermann (1918)

Im Jahr 1912 ließ sie sich bei der WTUL beurlauben und arbeitete bei der von Harriot Stanton Blatch (1856–1940) im Jahr 1907 gegründeten Suffragettenorganisation Equality League of Self-Supporting Women, die sich um die Organisation der Arbeiterinnen kümmerte. Sie wurde eine glänzende Sprecherin und daher eine führende Propagandistin für das Frauenwahlrecht. Den Einwand eines Senators, die Frauen würden an der Wahlurne ihre Weiblichkeit verlieren, konterte sie mit der rhetorischen Frage, wo denn Frauen, die dreizehn Stunden in der Hitze der Wäschereien arbeiten oder wegen der Hitze mit nacktem Oberkörper in den Gießereien stünden, ihren Charme eher verlieren würden. Als Suffragette und radikale Gewerkschafterin erhielt sie bei ihren bürgerlichen Gegnern den Schimpfnamen „Red Rose of Anarchy“, wogegen sie sich mit einer Anklage zur Wehr setzte.
1915 unterstützte sie die amerikanische Woman’s Peace Party und deren Delegation zum Internationalen Frauenfriedenskongress in Den Haag. Nach Ende des Ersten Weltkriegs gehörte sie 1919 zur US-amerikanischen Gewerkschaftsdelegation bei der Pariser Friedenskonferenz.

### Sozialpolitische Tätigkeiten
Mit der Britin Margaret Bondfield organisierte sie im November 1919 eine internationale Konferenz über die Frauenarbeit. Ihre von der New York State Labor Party unterstützte Kandidatur für einen Senatssitz 1920 scheiterte zwar, doch sie machte damit ihre politischen Ziele bekannt: Sozialwohnungen, Schulen, Energieversorgung in öffentlicher Hand, Konsumgenossenschaften, öffentliche Gesundheitsvorsorge, Arbeitslosenversicherung.
Von 1917 bis 1949 war Schneiderman Vorsitzende der New York Women’s Trade Union League (NYWTUL) und zwischen 1926 und 1950 auch Vorsitzende der amerikanischen Women’s Trade Union League (WTUL). Im Jahr 1922 trat Eleanor Roosevelt der WTUL bei, und Schneiderman brachte ihr alles über das Gewerkschaftswesen bei. In der Zeit nahmen Schneiderman und Maude Schwartz auch Einfluss auf die sozialpolitische Einstellung des seinerzeit erkrankten Franklin D. Roosevelt. In der Zeit der Weltwirtschaftskrise und der Politik des New Deal wurde Schneiderman Mitglied des Labor Advisory Board in der National Recovery Administration, in der die Gesetze „National Labor Relations Act“, „Social Security Act“ und „Fair Labor Standards Act“ vorbereitet wurden. In der Kommunalverwaltung New Yorks war sie von 1937 bis 1943 Dezernentin für Arbeit und verfolgte die Themen soziale Sicherung für Hausarbeitskräfte, Lohngleichheit für Frauen, Arbeitsbedingungen, gewerkschaftliche Rechte in den Dienstleistungsberufen.

### Unterstützung der zionistischen Bewegung
Schneiderman war eine aktive Unterstützerin der zionistischen Bewegung in den USA und förderte die Ansiedlung des Kibbuz Kfar Blum (Leon Blum Colony) in Palästina. Sie sorgte mit ihren Mitteln für die Unterstützung der in den 1930er bis Anfang der 1940er Jahre vor den deutschen Nationalsozialisten aus Europa geflohenen Juden.

### Privatleben
1949 ging sie in den Ruhestand. Schneiderman hatte eine langjährige Beziehung mit der Gewerkschafterin Maud Swartz (1879–1937).

## Schriften
- Mit Lucy Goldthwaite: All for one. S. Eriksson, New York 1967